# Lega Basket Serie A de 2019–20
A Temporada 2019–20 da Liga Italiana de Basquetebol será a 98ª edição da competição de elite entre clubes profissionais de basquetebol masculino na Itália. A liga que contaria com 18 equipes após a ascensão de Fortitudo Bologna, Virtus Roma e De'Longhi Treviso, porém com a saída do Sidigas Avellino ficou com 17 equipes.
A equipe do Umana Reyer Venezia defende seu título, bem como busca sua quinta conquista.

## Clubes Participantes
| Clube                             | Localização     | Arena            | Capacidade |
| --------------------------------- | --------------- | ---------------- | ---------- |
| S.Bernardo-Cinelandia Cantù       | Cantù           | PalaDesio        | 6 700      |
| A\|X Armani Exchange Milano       | Milão           | Mediolanum Forum | 12.700     |
| Banco di Sardegna Sassari         | Sássari         | PalaSerradimigni | 5.000      |
| Carpegna Prosciutto Basket Pesaro | Pésaro          | Arena Adriática  | 10 323     |
| De'Longhi Treviso                 | Treviso         | PalaVerde        | 5 344      |
| Dolomiti Energia Trento           | Trento          | PalaTrento       | 4.360      |
| Pompea Fortitudo Bologna          | Bolonha         | Arena Land Rover | 5 570      |
| Germani Basket Brescia            | Bréscia         | PalaGeorge       | 5.500      |
| Grissin Bon Reggio Emilia         | Régio da Emília | PalaBigi         | 4.600      |
| Happy Casa Brindisi               | Brindisi        | PalaPentassuglia | 3.534      |
| Openjobmetis Varese               | Varese          | PalA2A           | 5.100      |
| Oriora Pistoia                    | Pistoia         | PalaCarrara      | 4.000      |
| Allianz Pallacanestro Trieste     | Trieste         | PalaTrieste      | 6.943      |
| Segafredo Virtus Bologna          | Bolonha         | Unipol Arena     | 9.513      |
| Umana Reyer Venezia               | Veneza          | Taliercio        | 3.506      |
| Vanoli Cremona                    | Cremona         | PalaRadi         | 3.527      |
| Virtus Roma                       | Roma            | PalaLottomatica  | 11 200     |

## Temporada Regular
| Casa\Visitante                    | CAN   | ARM   | BAN    | CAR    | DEL   | DOL    | FOR   | GER   | GRI    | HAP    | OPE   | ORI   | TRI   | SEG   | UMA    | VAN   | VIR    |
| --------------------------------- | ----- | ----- | ------ | ------ | ----- | ------ | ----- | ----- | ------ | ------ | ----- | ----- | ----- | ----- | ------ | ----- | ------ |
| S.Bernardo-Cinelandia Cantù       |       |       | 70-87  |        | 77-74 | 78-72  |       | 82-93 | 75-92  | 92-93  | 74-67 |       |       |       | 81-77  |       | 74-76  |
| A\|X Armani Exchange Milano       | 83-89 |       |        |        | 91-67 | 81-69  |       | 65-73 | 89-78  | 89-92  | 93-69 | 83-63 | 88-73 |       |        | 77-74 |        |
| Banco di Sardegna Sassari         |       |       |        | 99-79  |       | 87-90  | 86-80 | 76-70 | 100-81 |        | 93-87 |       | 59-65 | 91-77 |        |       | 108-72 |
| Carpegna Prosciutto Basket Pesaro | 72-87 | 65-71 | 82-107 |        |       | 95-101 | 72-80 |       | 65-90  | 77-103 |       |       | 76-82 | 79-94 |        | 63-74 |        |
| De'Longhi Treviso                 |       | 53-75 | 79-101 | 85-75  |       |        | 78-66 | 72-68 | 91-83  |        | 79-84 | 87-72 |       |       | 90-79  | 84-94 |        |
| Dolomiti Energia Trento           | 79-71 |       | 73-76  |        | 76-71 |        |       | 63-56 | 81-103 | 78-67  |       | 88-75 | 80-53 | 77-83 |        | 79-89 | 82-88  |
| Pompea Fortitudo Bologna          |       | 85-80 |        | 77-80  | 77-69 | 93-68  |       | 74-88 | 86-69  | 78-72  | 79-76 | 82-71 |       |       | 89-82  |       | 95-92  |
| Germani Basket Brescia            |       | 78-72 |        |        |       | 92-66  |       |       | 90-82  | 82-86  | 91-74 | 86-74 | 76-74 | 80-82 | 70-64  | 91-76 |        |
| Grissin Bon Reggio Emilia         | 85-73 |       |        |        |       | 76-84  |       | 81-87 |        |        |       | 84-72 | 87-86 | 59-79 | 85-104 | 85-71 | 96-88  |
| Happy Casa Brindisi               | 64-69 | 74-77 | 77-83  | 108-99 |       |        |       | 88-78 | 87-72  |        |       |       | 81-74 |       | 75-71  |       | 88-81  |
| Openjobmetis Varese               |       |       | 52-74  | 103-87 |       | 81-86  | 83-60 |       |        | 102-78 |       | 91-60 | 91-85 | 27/02 | 93-91  |       | 99-69  |
| Oriora Pistoia                    | 77-69 |       | 70-78  | 91-79  | 75-86 | 71-74  |       |       | 86-79  |        |       |       | 76-72 | 78-88 | 89-87  | 84-71 | 67-81  |
| Allianz Pallacanestro Trieste     | 86-96 | 67-85 | 83-82  |        | 69-61 |        | 89-69 | 76-74 |        | 72-80  | 62-92 |       |       | 85-89 | 72-81  |       |        |
| Segafredo Virtus Bologna          | 89-70 | 83-70 |        | 106-89 | 84-79 |        | 94-62 |       |        | 99-87  | 87-80 | 90-60 |       |       | 75-70  |       | 74-67  |
| Umana Reyer Venezia               | 76-46 | 70-71 | 55-54  | 98-92  | 79-73 |        | 80-70 |       |        |        |       |       | 78-73 | 71-83 |        | 67-55 | 79-77  |
| Vanoli Cremona                    | 54-78 | 82-78 |        |        | 89-87 |        | 80-73 |       | 95-93  | 93-89  | 93-72 |       |       | 78-66 |        |       | 103-92 |
| Virtus Roma                       |       | 73-79 |        | 92-83  |       |        | 79-65 | 53-83 |        | 63-87  |       | 80-81 | 82-72 | 68-97 |        | 97-94 |        |

## Classificação
| Pos. | Clube                             | P  | J  | V  | D  | P+    | P-    | SP   | Classificação           |
| ---- | --------------------------------- | -- | -- | -- | -- | ----- | ----- | ---- | ----------------------- |
| 1    | Segafredo Virtus Bologna          | 36 | 20 | 18 | 2  | 1.719 | 1.500 | 219  | Playoffs                |
| 2    | Banco di Sardegna Sassari         | 30 | 20 | 15 | 5  | 1.703 | 1.506 | 197  | Playoffs                |
| 3    | Germani Basket Brescia            | 28 | 21 | 14 | 7  | 1.707 | 1.554 | 153  | Playoffs                |
| 4    | A\|X Armani Exchange Milano       | 28 | 21 | 14 | 7  | 1.687 | 1.555 | 132  | Playoffs                |
| 5    | Happy Casa Brindisi               | 26 | 21 | 13 | 8  | 1.776 | 1.696 | 80   | Playoffs                |
| 6    | Vanoli Cremona                    | 24 | 20 | 12 | 8  | 1.627 | 1.617 | 10   | Playoffs                |
| 7    | Umana Reyer Venezia               | 22 | 21 | 11 | 10 | 1.638 | 1.582 | 56   | Playoffs                |
| 8    | Pompea Fortitudo Bologna          | 22 | 21 | 11 | 10 | 1.624 | 1.670 | -46  | Playoffs                |
| 9    | Dolomiti Energia Trento           | 22 | 21 | 11 | 10 | 1.635 | 1.665 | -30  |                         |
| 10   | Openjobmetis Varese               | 18 | 19 | 9  | 10 | 1.570 | 1.522 | 48   |                         |
| 11   | S.Bernardo-Cinelandia Cantù       | 18 | 20 | 9  | 11 | 1.533 | 1.580 | -47  |                         |
| 12   | Grissin Bon Reggio Emilia         | 18 | 21 | 9  | 12 | 1.741 | 1.763 | -22  |                         |
| 13   | De'Longhi Treviso                 | 16 | 21 | 8  | 13 | 1.620 | 1.664 | -44  |                         |
| 14   | Virtus Roma                       | 14 | 21 | 7  | 14 | 1.639 | 1.787 | -148 |                         |
| 15   | Oriora Pistoia                    | 14 | 21 | 7  | 14 | 1.559 | 1.735 | -176 |                         |
| 16   | Allianz Pallacanestro Trieste     | 12 | 21 | 6  | 15 | 1.574 | 1.690 | -116 |                         |
| 17   | Carpegna Prosciutto Basket Pesaro | 2  | 20 | 1  | 19 | 1.583 | 1.849 | -266 | Rebaixado para Serie A2 |

## Playoffs

### Confrontos
|  | Quartas-de-final | Quartas-de-final | Quartas-de-final |  |  | Semifinais | Semifinais | Semifinais |  |  | Final | Final | Final |
|  |                  |                  |                  |  |  |            |            |            |  |  |       |       |       |
|  | 1                |                  |                  |  |  |            |            |            |  |  |       |       |       |
|  | 8                |                  |                  |  |  |            |            |            |  |  |       |       |       |
|  |                  |                  |                  |  |  |            |            |            |  |  |       |       |       |
|  |                  |                  |                  |  |  |            |            |            |  |  |       |       |       |
|  |                  |                  |                  |  |  |            |            |            |  |  |       |       |       |
|  | 4                |                  |                  |  |  |            |            |            |  |  |       |       |       |
|  |                  |                  |                  |  |  |            |            |            |  |  |       |       |       |
|  | 5                |                  |                  |  |  |            |            |            |  |  |       |       |       |
|  |                  |                  |                  |  |  |            |            |            |  |  |       |       |       |
|  |                  |                  |                  |  |  |            |            |            |  |  |       |       |       |
|  | 2                |                  |                  |  |  |            |            |            |  |  |       |       |       |
|  | 7                |                  |                  |  |  |            |            |            |  |  |       |       |       |
|  |                  |                  |                  |  |  |            |            |            |  |  |       |       |       |
|  |                  |                  |                  |  |  |            |            |            |  |  |       |       |       |
|  |                  |                  |                  |  |  |            |            |            |  |  |       |       |       |
|  | 3                |                  |                  |  |  |            |            |            |  |  |       |       |       |
|  |                  |                  |                  |  |  |            |            |            |  |  |       |       |       |
|  | 6                |                  |                  |  |  |            |            |            |  |  |       |       |       |

#### Quartas de final
| Time 1 | Série | Time 2 | 1º Jogo | 2º Jogo | 3º Jogo | 4º Jogo | 5º Jogo |
| ------ | ----- | ------ | ------- | ------- | ------- | ------- | ------- |
|        | -     |        |         |         |         |         |         |
|        | -     |        |         |         |         |         |         |
|        | -     |        |         |         |         |         |         |
|        | -     |        |         |         |         |         |         |

#### Semifinal
| Time 1 | Série | Time 2 | 1º Jogo | 2º Jogo | 3º Jogo | 4º Jogo | 5º Jogo |
| ------ | ----- | ------ | ------- | ------- | ------- | ------- | ------- |
|        | -     |        |         |         |         |         |         |
|        | -     |        |         |         |         |         |         |

#### Final
| Time 1 | Série | Time 2 | 1º Jogo | 2º Jogo | 3º Jogo | 4º Jogo | 5º Jogo | 6º Jogo | 7º Jogo |
| ------ | ----- | ------ | ------- | ------- | ------- | ------- | ------- | ------- | ------- |
|        | -     |        |         |         |         |         |         |         |         |

## Premiação
| Serie A 2019–20 |
| Itália          |
| --------------- |
| (?° título)     |

## Supercoppa 2019
|  | Semifinal                          | Semifinal           |    |  | Final                              | Final |  |
|  |                                    |                     |    |  |                                    |       |  |
|  | 21 de Setembro – PalaFlorio (Bari) |                     |    |  |                                    |       |  |
|  | Vanoli Cremona                     | 94                  |    |  |                                    |       |  |
|  | Banco di Sardegna Sassari          | 101                 |    |  |                                    |       |  |
|  |                                    |                     |    |  |                                    |       |  |
|  |                                    |                     |    |  | 22 de Setembro – PalaFlorio (Bari) |       |  |
|  |                                    |                     |    |  | Banco di Sardegna Sassari          | 83    |  |
|  |                                    | Umana Reyer Venezia | 80 |  |                                    |       |  |
|  |                                    |                     |    |  |                                    |       |  |
|  |                                    |                     |    |  |                                    |       |  |
|  |                                    |                     |    |  |                                    |       |  |
|  | 21 de Setembro – PalaFlorio (Bari) |                     |    |  |                                    |       |  |
|  | Umana Reyer Venezia                | 78                  |    |  |                                    |       |  |
|  | Happy Casa Brindisi                | 73                  |    |  |                                    |       |  |

### Premiação
| Supercoppa 2019 (Bari)                        |
| Sardenha                                      |
| --------------------------------------------- |
| Campeão Banco di Sardegna Sassari (2° título) |

MVP 2019 -

## Zurich Connect Final Eight - Pésaro
|  | Quartas de final | Quartas de final            | Quartas de final            |                     |                          | Semifinais | Semifinais | Semifinais |  |  | Final | Final               | Final |
|  |                  |                             |                             |                     |                          |            |            |            |  |  |       |                     |       |
|  |                  |                             |                             |                     |                          |            |            |            |  |  |       |                     |       |
|  |                  | Segafredo Virtus Bologna    | 81                          |                     |                          |            |            |            |  |  |       |                     |       |
|  |                  | Umana Reyer Venezia         | 82                          |                     |                          |            |            |            |  |  |       |                     |       |
|  |                  | Umana Reyer Venezia         | 82                          |                     | Umana Reyer Venezia      | 67         |            |            |  |  |       |                     |       |
|  |                  |                             |                             |                     | Umana Reyer Venezia      | 67         |            |            |  |  |       |                     |       |
|  |                  |                             | A\|X Armani Exchange Milano | 63                  |                          |            |            |            |  |  |       |                     |       |
|  |                  | A\|X Armani Exchange Milano | A\|X Armani Exchange Milano | 63                  | 86                       |            |            |            |  |  |       |                     |       |
|  |                  | A\|X Armani Exchange Milano |                             |                     | 86                       |            |            |            |  |  |       |                     |       |
|  |                  | Vanoli Cremona              | 62                          |                     |                          |            |            |            |  |  |       |                     |       |
|  |                  |                             |                             |                     |                          |            |            |            |  |  |       | Umana Reyer Venezia | 73    |
|  |                  |                             |                             | Happy Casa Brindisi | 67                       |            |            |            |  |  |       |                     |       |
|  |                  | Germani Basket Brescia      | 73                          |                     |                          |            |            |            |  |  |       |                     |       |
|  |                  | Pompea Fortitudo Bologna    | 76                          |                     |                          |            |            |            |  |  |       |                     |       |
|  |                  | Pompea Fortitudo Bologna    | 76                          |                     | Pompea Fortitudo Bologna | 53         |            |            |  |  |       |                     |       |
|  |                  |                             |                             |                     | Pompea Fortitudo Bologna | 53         |            |            |  |  |       |                     |       |
|  |                  |                             | Happy Casa Brindisi         | 78                  |                          |            |            |            |  |  |       |                     |       |
|  |                  | Banco di Sardegna Sassari   | Happy Casa Brindisi         | 78                  | 86                       |            |            |            |  |  |       |                     |       |
|  |                  | Banco di Sardegna Sassari   |                             |                     | 86                       |            |            |            |  |  |       |                     |       |
|  |                  | Happy Casa Brindisi         | 91                          |                     |                          |            |            |            |  |  |       |                     |       |

### Premiação
| Copa Super8 (Pésaro)                    |
| Vêneto                                  |
| --------------------------------------- |
| Campeão Umana Reyer Venezia (1° título) |

## Clubes italianos em competições internacionais
| Clube                      | Competição            | Resultado                                                          |
| -------------------------- | --------------------- | ------------------------------------------------------------------ |
| AX Armani Exchange Olimpia | EuroLiga              |                                                                    |
| Germani Brescia Leonessa   | EuroCopa              | Eliminado no TOP 16 (4º no Grupo E 2v-4d)                          |
| Dolomiti Energia Trento    | EuroCopa              | Eliminado no TOP 16 (4º no Grupo E 0v-6d)                          |
| Segafredo Virtus Bologna   | EuroCopa              |                                                                    |
| Umana Reyer Venezia        | EuroCopa              |                                                                    |
| Banco di Sardegna Sassari  | Liga dos Campeões     | Eliminado nas oitavas de finais por San Pablo Burgos (81-84;80-95) |
| Happy Casa Brindisi        | Liga dos Campeões     | Eliminado na Fase de Grupos (8º no Grupo D com 5v - 9d)            |
| Segafredo Virtus Bologna   | Copa Intercontinental | Finalista                                                          |